# Tombo gruvor
Tombo är ett gruvområde ingående i Tolvsbofältet på gränsen mellan Söderbärke och Norrbärke socknar. Tombo gruvor är belägna i Söderbärke socken, Smedjebackens kommun. Malmstråket sträcker sig i nordlig riktning från Tolvsboberg till Smedjebacken. Humbobergs och Brömsbergsgruvorna efter samma stråk började brytas i slutet av 1500-talet. Troligen är denna gruva samtida.
Redan på 1600-talet var malmen härifrån känd för sin höga kvalitet och användes i de flesta masugnar i Söderbärke socken. Senare låg brytningen av malm nere under långa perioder. 1918 upphörde brytningen slutgiltigt och de kvarvarande malmhögarna kördes till Björsjö hytta. Flera av gruvhålen är numera vattenfyllda och andra igenväxta. Mest känd är dock den så kallade isgruvan. Gruvans väggar täcks året runt av is, och gruvgångarna är i övrigt beväxta med gröna lavar. Isen bildas genom ett luftdrag genom gruvan. Kall vinterluft kyler ner berget och vattnet fryser till is. Efter normala vintrar ligger isen kvar hela sommaren. Intill isgruvan finns ett rökhål, som användes för att vädra ut rök i samband med tillmakning, vilket var en tidig metod att bryta malm.

## Bildgalleri

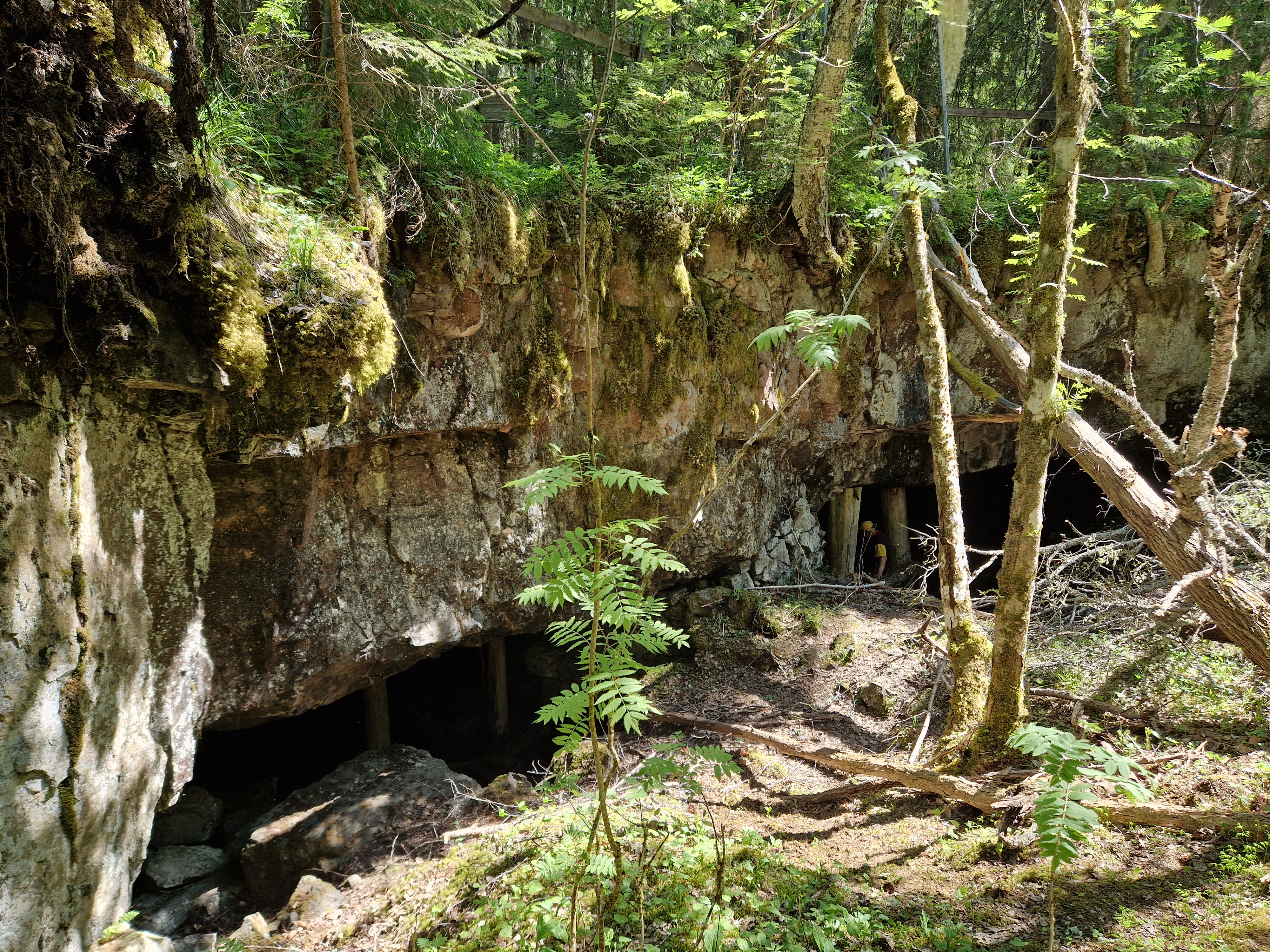
Ingång till isgruvan
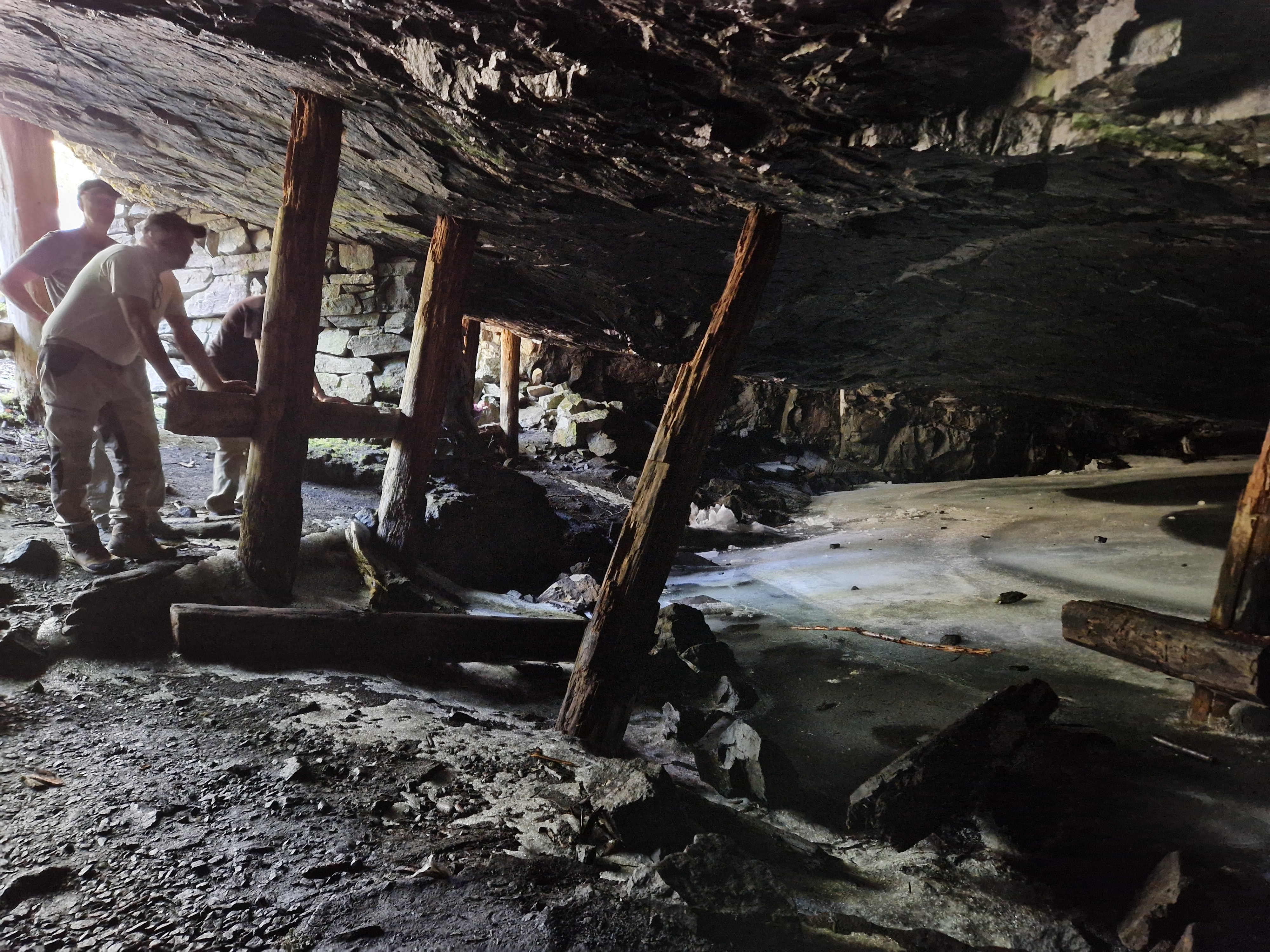
Is i gruvan juni 2023
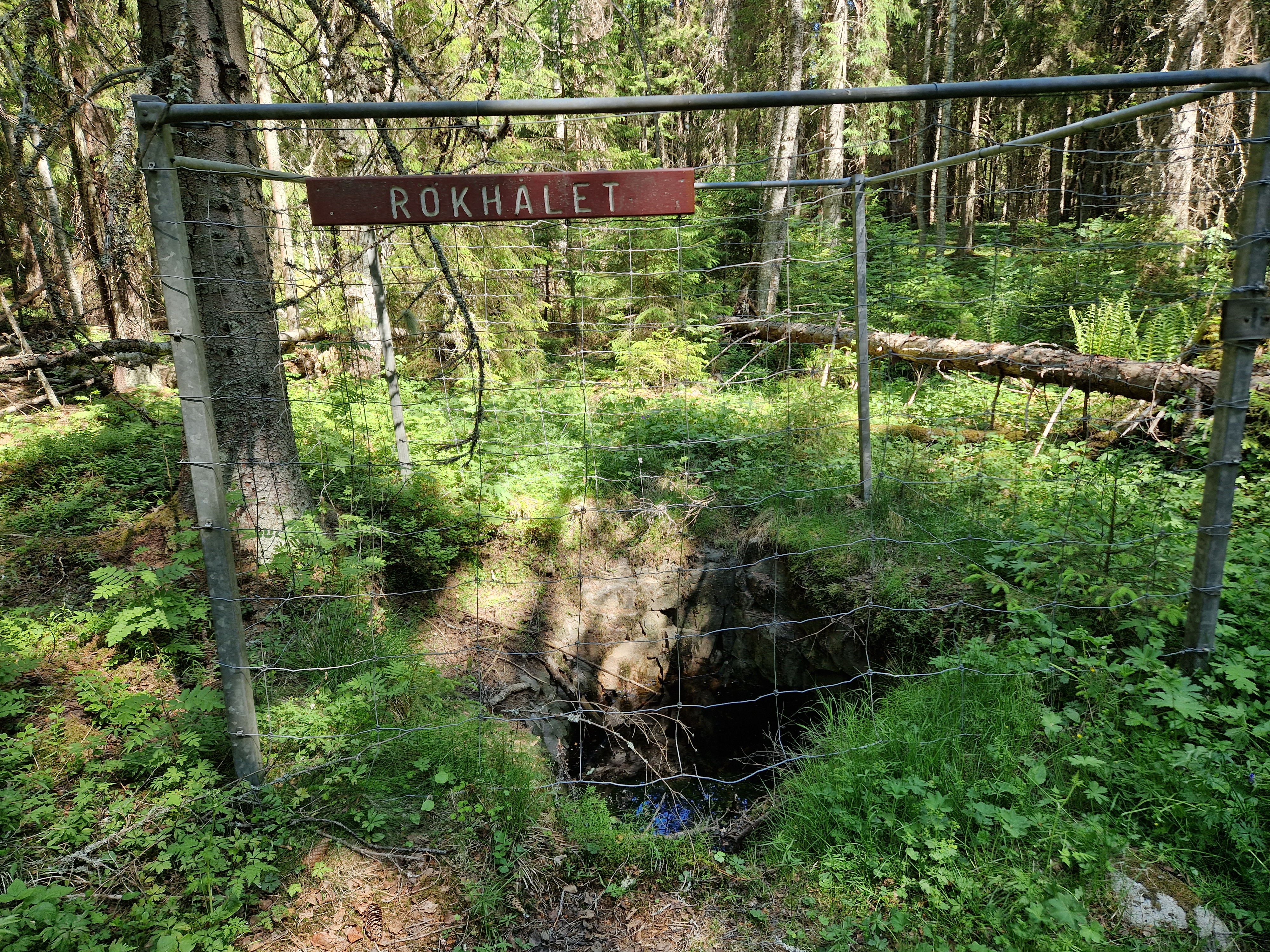
Rökhålet
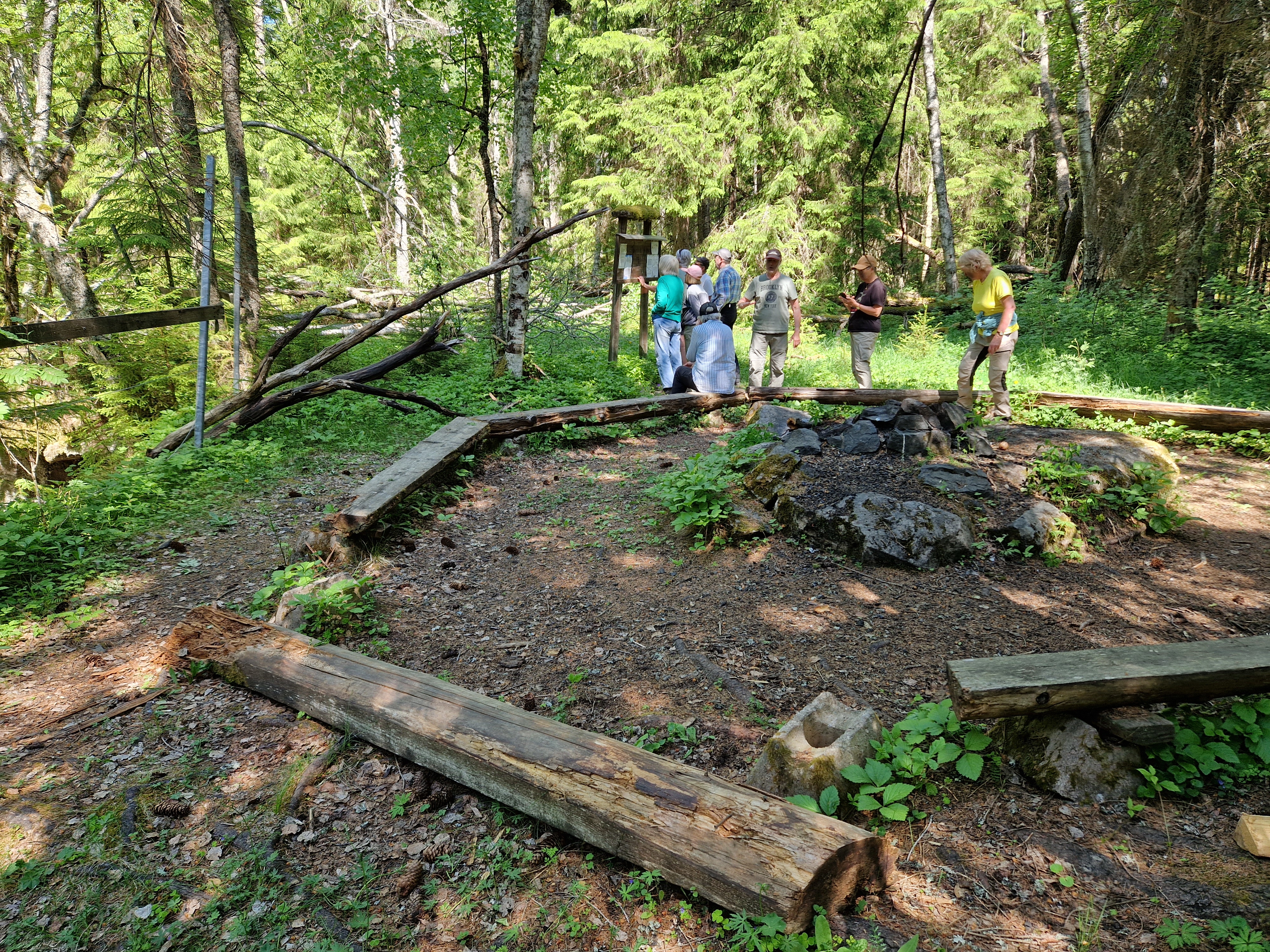
Informationstavla